# Bend skin
 (mai 2013).
Si vous disposez d'ouvrages ou d'articles de référence ou si vous connaissez des sites web de qualité traitant du thème abordé ici, merci de compléter l'article en donnant les références utiles à sa vérifiabilité et en les liant à la section « Notes et références ».
Pour les articles homonymes, voir Bend (homonymie).
Issu du Mangambeu, le Bend skin est un rythme et une danse traditionnelle camerounaise originaires des bamileké dans l’ouest Cameroun et exécuté pour animer des festivités. Les danseurs évoluent courbés vers l’avant en trépignant avec agilité. Nous émettons l’hypothèse selon laquelle le mot « Ben skin» dériverait de l’anglicisme « Bend » qui signifie « courber » et de « Spine » qui signifie « dos » ou « colonne vertébrale ». L’appellation « Ben skin » fait donc référence aux mouvements des danseurs évoluant dos courbés.
Le Bend-skin est une musique populaire du Cameroun. Le groupe Kouchouam Mbada a contribué à populariser ce genre dans les années 1990. Plusieurs autres artistes ont participé à sa popularité comme André-Marie Tala, Marole Tchamba, Michael Kiessou, Keng Godefroy, Kounga Kamdem, Wank’s et Périgord.
Le mot « Ben skin » désigne aussi les moto -taxis qui servent de transport de personnes au Cameroun.

## Sources
- Le Bend-skin
- Andre-Marie-Tala
- Perigord